# Општина Малини (Сучава)
Малини (рум. Mălini) општина је у Румунији у округу Сучава.
Oпштина се налази на надморској висини од 638 m.